# أمبران
أمبران (بالفارسية: حوض شاه بالا) هي قرية أفغانية في مقاطعة خواهان التابعة لولاية بدخشان الواقعة في شمال شرق أفغانستان.